# Polyorchis karafutoensis
Polyorchis karafutoensis är en nässeldjursart som beskrevs av Kamakiche Kishinouye 1910. Polyorchis karafutoensis ingår i släktet Polyorchis och familjen Polyorchidae. Inga underarter finns listade i Catalogue of Life.